# Vampirella
Vampirella  est un personnage de fiction créé par le scénariste Forrest J. Ackerman et le dessinateur Frank Frazetta en septembre 1969 pour l'éditeur Warren Publishing. Elle apparaît dans le premier numéro du magazine homonyme. Warren Publishing cesse ses activités en 1983 mais Vampirella revient en 1988 chez Harris Publications puis en 2010 chez Dynamite Entertainment, et la chanson comique francophone La Salsa du démon en aura fait joyeusement l'un de ses trois personnages majeurs, et la plus « dangereusement » sexy, entre celui de Belzébuth et celui de la sorcière, à partir de 1980.
Une adaptation cinématographique a été réalisée en 1996 par Jim Wynorski.

## Synopsis

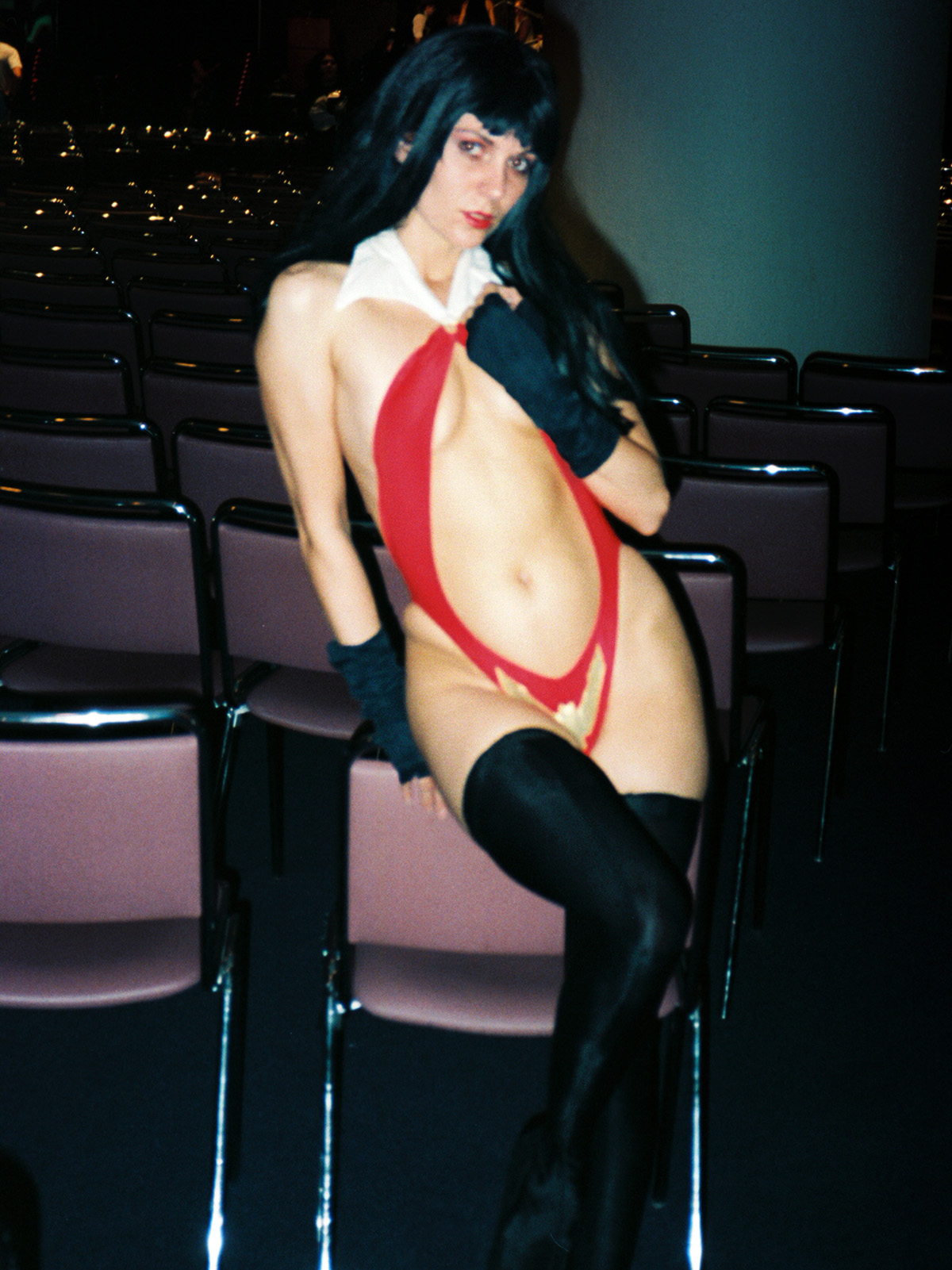
Cosplay de Vampirella.

Vampirella est originaire de la planète Drakulon, un monde où les gens se nourrissent de sang, celui-ci coule dans les rivières. Drakulon possède deux soleils, Satyr et Circe, ce qui provoqua une première éruption qui détruisit toute vie sur la planète. Quand les effets de l'explosion s'apaisèrent, une nouvelle civilisation apparut :  de la race de laquelle Vampirella naîtra, les Vampiris, qui étaient capables de se transformer en chauve souris à volonté, quand il le fallait, pour boire du sang. L'histoire commence lorsque la planète Drakulon se meurt lentement à cause de l'éruption de Satyr, alors qu'une navette spatiale venue de la Terre s'écrase sur Drakulon.
Vampirella découvre que les astronautes ont du sang dans leurs veines. Sur l'ordre de ses semblables, elle ramène la navette sur Terre et part à la découverte de notre planète.

## Historique

### Warren Publishing
En 1969, la société Warren Publishing connaît de sérieuses difficultés financières. Cependant James Warren ne se décourage pas et décide de lancer un nouveau magazine de bande dessinée nommé Vampirella. Il demande à Forrest J Ackerman d'écrire le scénario mettant en scène le personnage que Warren a imaginé. Le dessin est confié à Tom Sutton et la couverture, qui devait être à l'origine faite par Aslan est finalement réalisée par Frank Frazetta à partir d'un projet de Trina Robbins. Le succès est immédiat. Jusqu'en 1983, Warren Publishing publie 112 numéros en noir et blanc de Vampirella et deux suppléments. Parmi les artistes qui se sont succédé sur cette série Steve Englehart, José Gonzalez et Archie Goodwin sont les plus connus.

### Harris Publications
De 1988 à 2008, Harris Publications édite de nombreuses mini-séries Vampirella (Notamment Vampirella - The Dracula War, Vengeance of Vampirella - Bloodshed, Vampirella Strikes et Vampirella The New Monthly). Les artistes Jim Balent, Kurt Busiek, Mark Millar, Grant Morrison et Kevin Nowlan participent à plusieurs de ces mini-séries.

### Dynamite Entertainment
En novembre 2010, Dynamite Entertainment lance une nouvelle série Vampirella. Parallèlement, l'éditeur réédite des comics de la période Harris dans les albums Vampirella Masters Series (7 volumes) et des comics de la période Warren dans les albums Vampirella Archive (7 volumes). Vampirella est également l'héroïne des mini-séries Vampirella and the Scarlet Legion (2011), Vampirella vs. Dracula (2012), Vampirella and the Red Room (2012), Vampirella Strikes (2013) et des one shot Vampirella vs. Fluffy (2012) et Vampirella Nublood (2013).

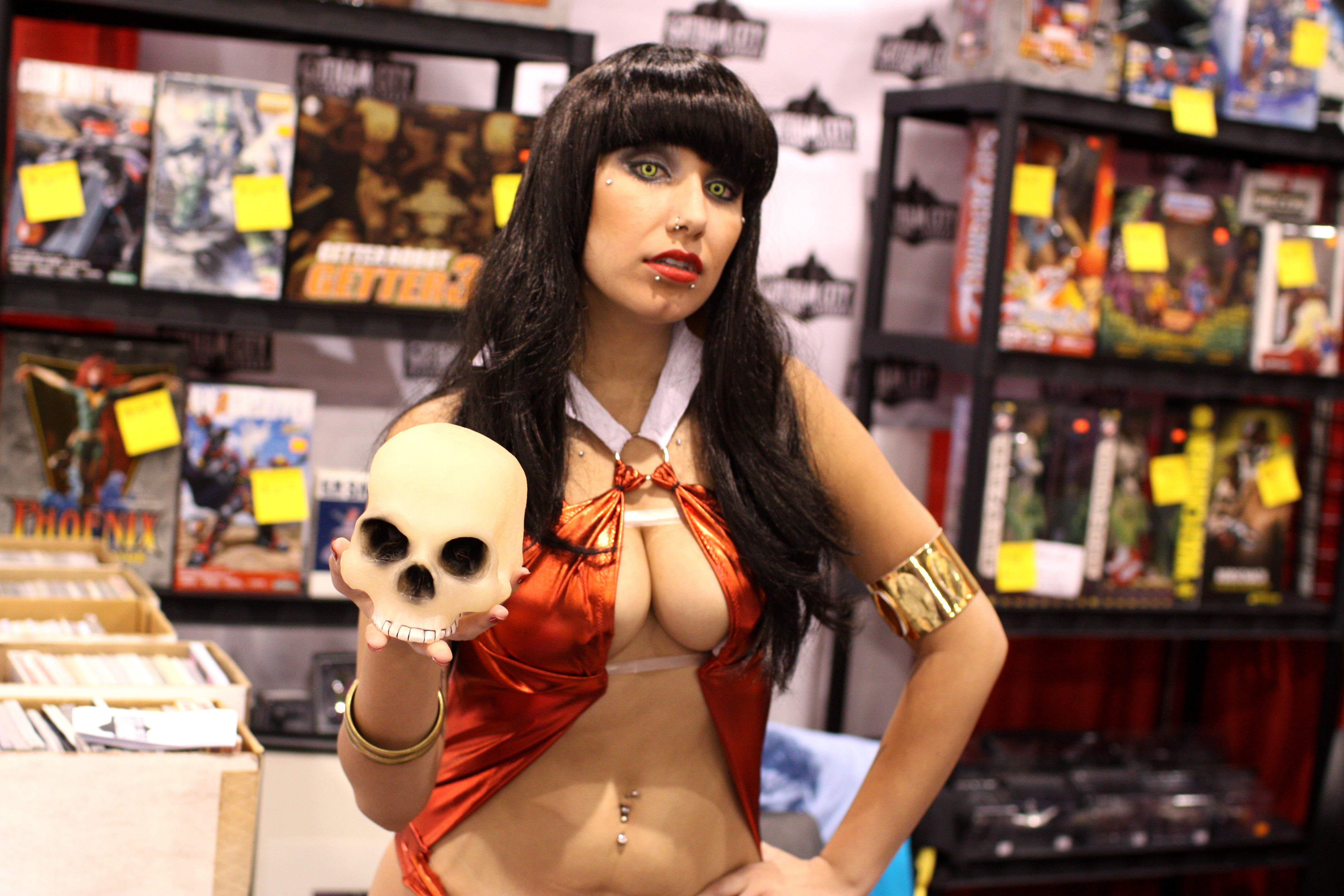
Vampirella.

## Publications en français

### Revues
- 25 numéros (24 + 3 no 1) ont été édités de 1970 à 1976 par les éditions Publicness[4].
- 4 numéros ont été édités en 1978 et 2 albums souples en 1978 et 1979 par les éditions du Triton ("Vampirella" et "Femmes de rêve")[5].

### Albums
- Vampirella - Au-delà du temps et de l'espace (Vampirella - Transcending Time & Space, Harris Comics, 1992[6]), Éditions Soleil, Toulon, 1995 (ISBN 978-2-8776-4390-0).
Scénario : T. Casey Brennan et Steve Englehart - Dessin : José Gonzalez
- Vampirella - Bain de sang (Vengeance of Vampirella - Bloodshed #1 à 3, Harris Comics, 1994), Éditions Soleil, Toulon, 1996 (ISBN 978-2-8776-4460-0).
Scénario : Tom E. Sniegoski - Dessin : Aldrin Aw dit Buzz et Caesar Antomattei
- Vampirella - La guerre de Dracula (Vampirella - The Dracula War #1 à 4, Harris Comics, 1992-1993), Semic, Paris, 1998 (ISSN 1283-9086).
Scénario : Kurt Busiek et Tom E. Sniegoski - Dessin : Louis Small Jr et Jim Balent
- Vampirella - Couronne de vers (Vampirella #1 à 7, Dynamite Entertainment, 2010-2011), Panini, Paris, 2012 (ISBN 978-2-8094-2482-9).
Scénario : Eric Stephen Trautmann - Dessin : Walter Geovani, Fabiano Neves et Wagner Reis
- Vampirella Masters Series - L'Eveil du mal (Vampirella Masters Series - Grant Morisson & Mark Millar, Dynamite Entertainment, 2010[7]), Panini, Paris, 2012 (ISBN 978-2-8094-2649-6).
Scénario : Mark Millar et Grant Morrison - Dessin : Michael Bair, Amanda Conner, Kevin Nowlan et Louis Small Jr.
- Vampirella - Une volée de corbeau (Vampirella #8 à 11, Dynamite Entertainment, 2011), Panini, Paris, 2013 (ISBN 978-2-8094-2825-4).
Scénario : Eric Stephen Trautmann - Dessin : Johnny DesJardins, Fabiano Neves et Hubert Khan Michael

## Réception
Le site bdtheque confère à la série Vampirella une note moyenne de 3 sur une échelle de 5.